# 皮谢里克
皮谢里克（法語：Puichéric，法語發音：[pɥiʃeʁik] ⓘ）是法国奥德省的一个市镇，位于该省北部，属于卡尔卡松区。

## 地理
皮谢里克（43°13'26"N, 2°37'28"E）面积13.21 平方千米，位于法国奧克西塔尼大區奥德省，该省份为法国南部沿海省份，北起塔恩省，西北接上加龙省，西接阿列日省，南至东比利牛斯省，东临地中海，东北与埃罗省接壤。
与皮谢里克接壤的市镇（或旧市镇、城区）包括：布洛马克、杜藏、拉勒多尔特、尔约米内尔瓦、罗克库尔布密涅瓦、圣库阿多德。

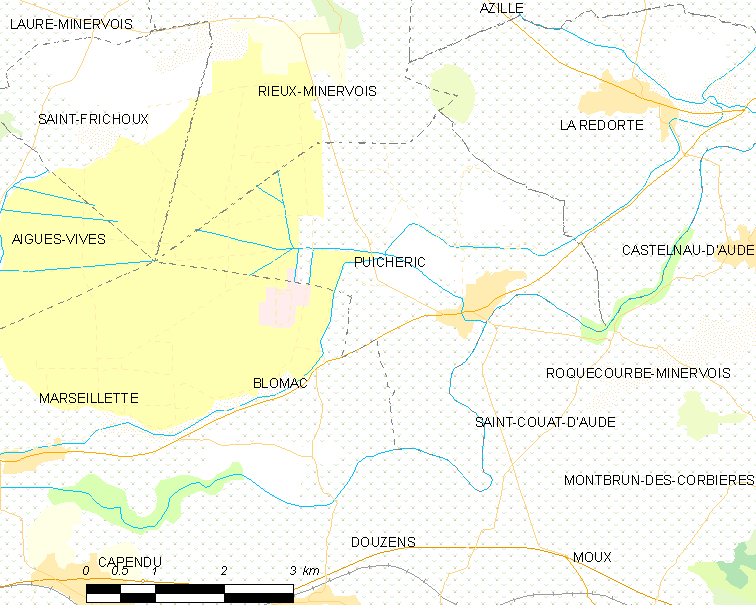
皮谢里克的OSM定位图

皮谢里克的时区为UTC+01:00、UTC+02:00（夏令时）。

## 行政
皮谢里克的邮政编码为11700，INSEE市镇编码为11301。

## 政治
皮谢里克所属的省级选区为上密涅瓦县。

## 人口

1962-2008年间皮谢里克人口变化图示

皮谢里克于2022年1月1日时的人口数量为1194人。